# Marsh Motors Company
Marsh Motors Company war ein US-amerikanischer Hersteller von Automobilen.

## Unternehmensgeschichte
Alonzo R. Marsh hatte bereits bei der Marsh Motor Carriage Company und der American Motor Company Erfahrungen im Automobilbau gesammelt. Er gründete 1919 zusammen mit seinem Bruder William sowie zwei Söhnen das Unternehmen. Der Sitz war in Cleveland in Ohio. Sie begannen mit der Produktion von Automobilen. Der Markenname lautete Marsh. 1923 endete die Produktion. Im Juni 1923 folgte die Insolvenz. Insgesamt entstanden sechs Fahrzeuge.

## Fahrzeuge
Ziel war es, ein Fahrzeug zu entwickeln, das größer und besser als das Ford Modell T war.
Vier Fahrzeuge hatten einen Vierzylindermotor von der Continental Motors Company. Das Fahrgestell hatte 290 cm Radstand.
Zwei andere Fahrzeuge hatten einen Sechszylindermotor, der ebenfalls von Continental kam, sowie 297 cm Radstand.
Fünf Fahrzeuge waren als Limousinen karosseriert. Dazu kam ein offenes Fahrzeug.